# Aristolochia
Aristolochia L. è un genere di piante appartenente alla famiglia Aristolochiaceae, che comprende oltre 500 specie distribuite in tutto il mondo e in diverse zone climatiche.  Alcune specie, come ad esempio A. utriformis e A. westlandii, sono protette perché in pericolo di estinzione.

## Etimologia
Alcuni ritengono che il termine Aristolochia derivi dalle parole greche aristos (άριστος) "migliore" e locheia (λοχεία), "utero" tuttavia secondo Cicerone la pianta fu chiamata con il nome di un certo "Aristolochos", che da un sogno aveva imparato ad utilizzarla come antidoto per i morsi di serpenti:
(Cicerone, De divinatione 1.10.16)

## Descrizione
Aristolochia è un genere di piante lianose sempreverdi e decidue e piante erbacee perenni.
Lo stelo è liscio ed eretto o leggermente ritorto. Le foglie sono alternate e cordate, membranose, con nervature evidenti.
Il fiore cresce all'ascella delle foglie, è rigonfio e globoso alla base e prosegue in un lungo perianzio tubulare, che termina in una forma a lingua con lobi colorati. Non c'è corolla. I sepali sono uniti (gamosepalo). Ci sono da 6 a 40 stami disposti a spirale, uniti con lo stilo, a formare uno ginostemio. L'ovario è infero.
Il frutto è una capsula deiscente con molti semi endospermici.

## Biologia
I fiori hanno un meccanismo specializzato di impollinazione. Le piante sono aromatiche e il loro profumo forte attira gli insetti pronubi. Gli insetti, una volta entrati nella corolla, scivolano all'interno del tubo fiorale dove numerosi peli impediscono loro di fuggire. Solo dopo la  fecondazione, con l'appassimento del fiore, gli insetti imprigionati possono volare via ricoperti di polline.

## Tassonomia
Il genere comprende oltre 500 specie.

### Alcune specie

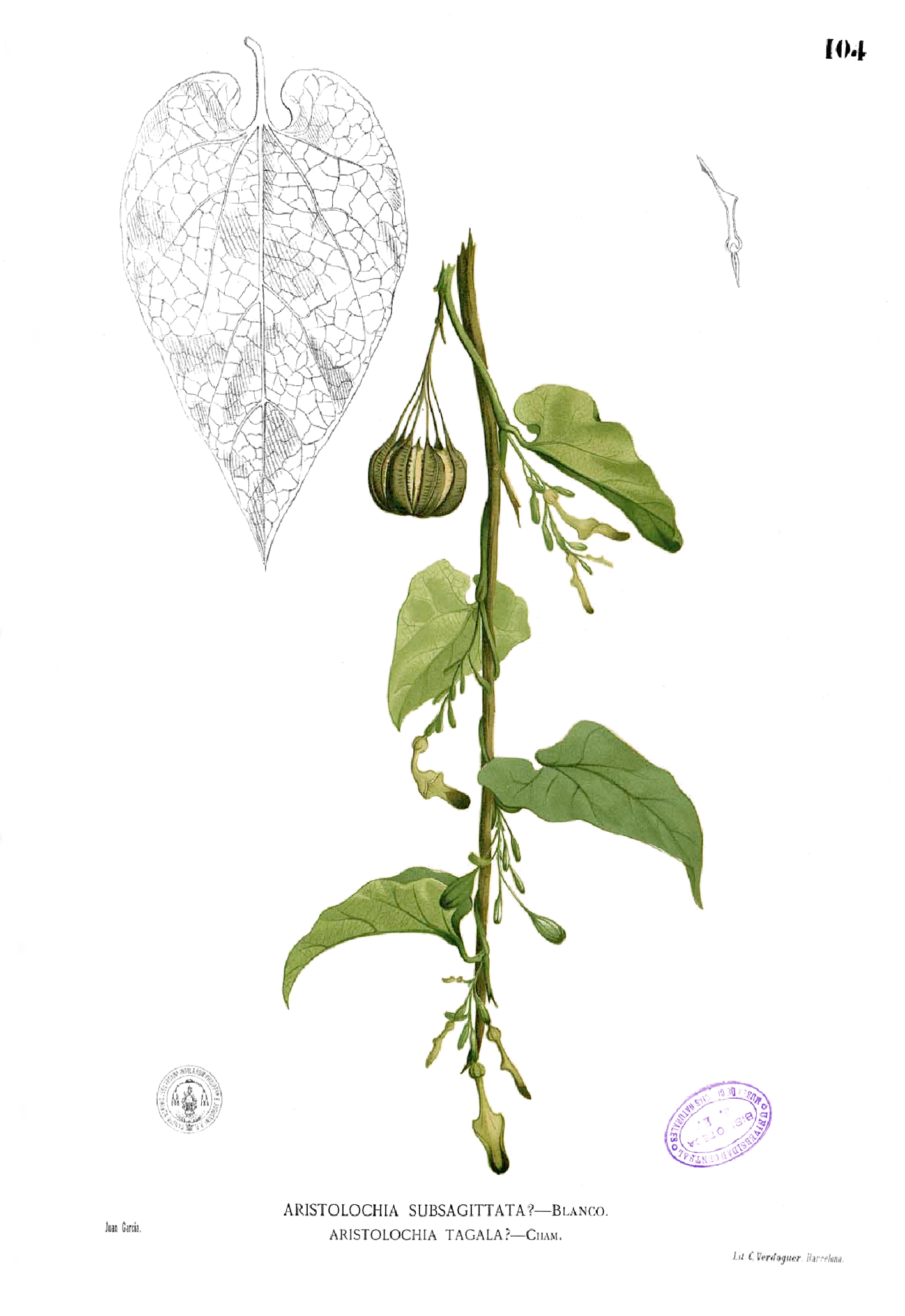
Aristolochia acuminata
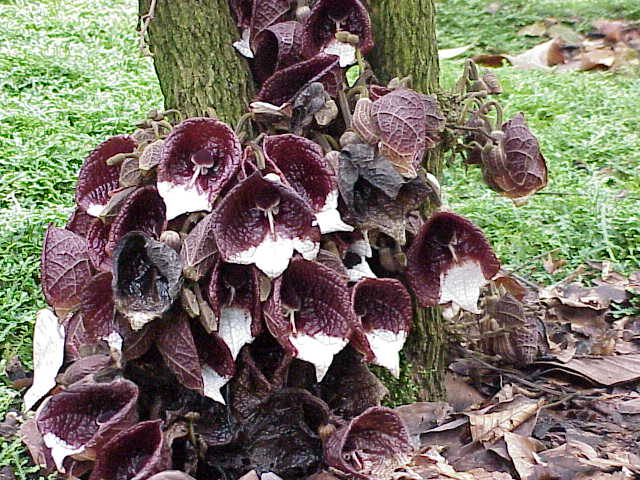
Aristolochia arborea
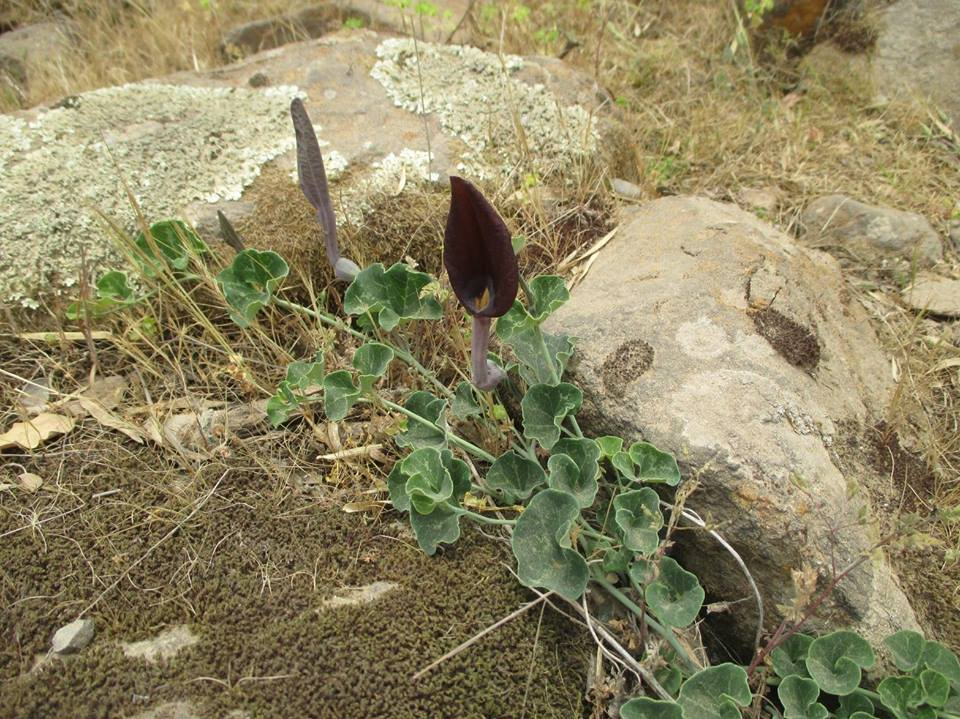
Aristolochia bridgesii
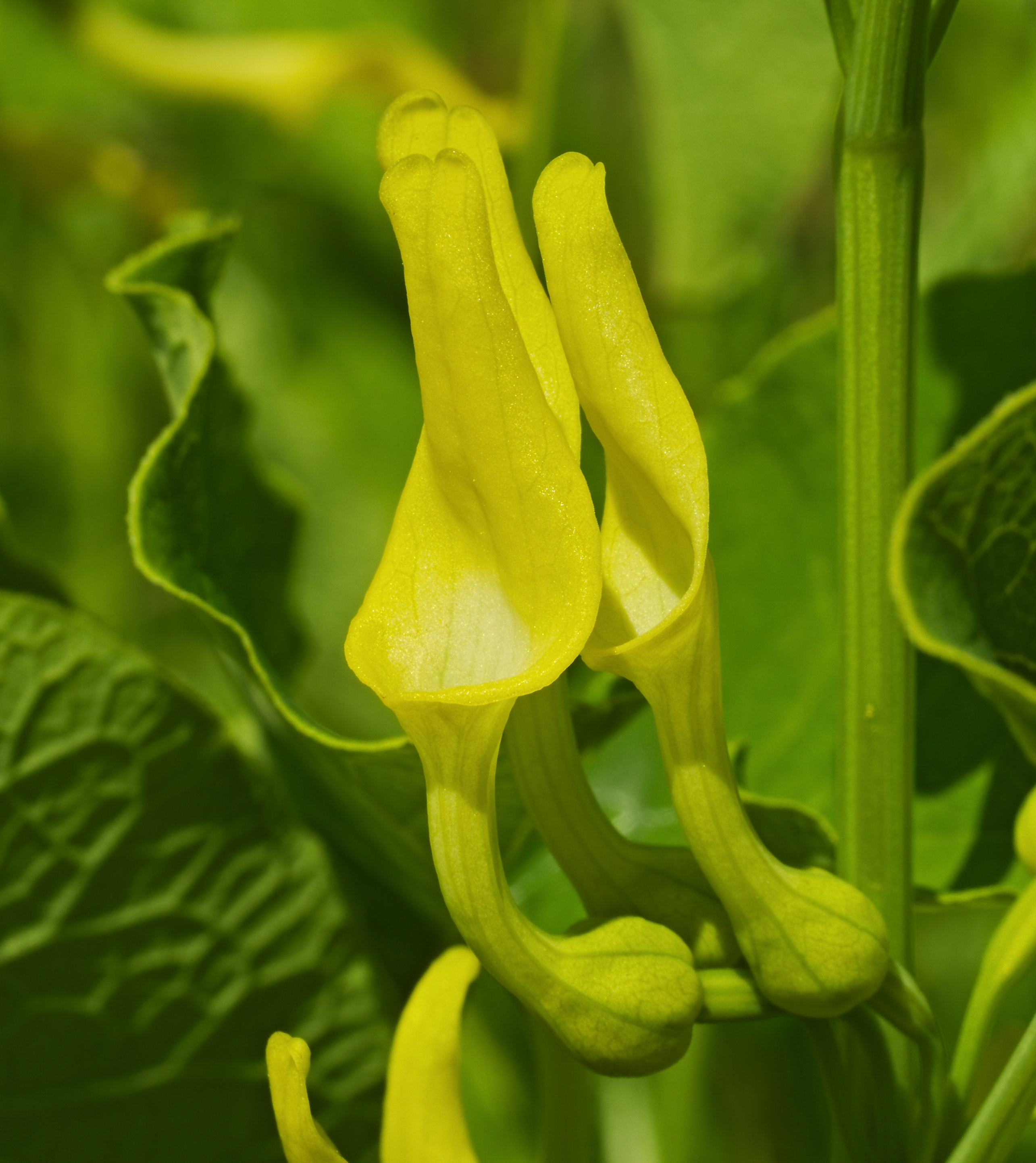
Aristolochia clematitis
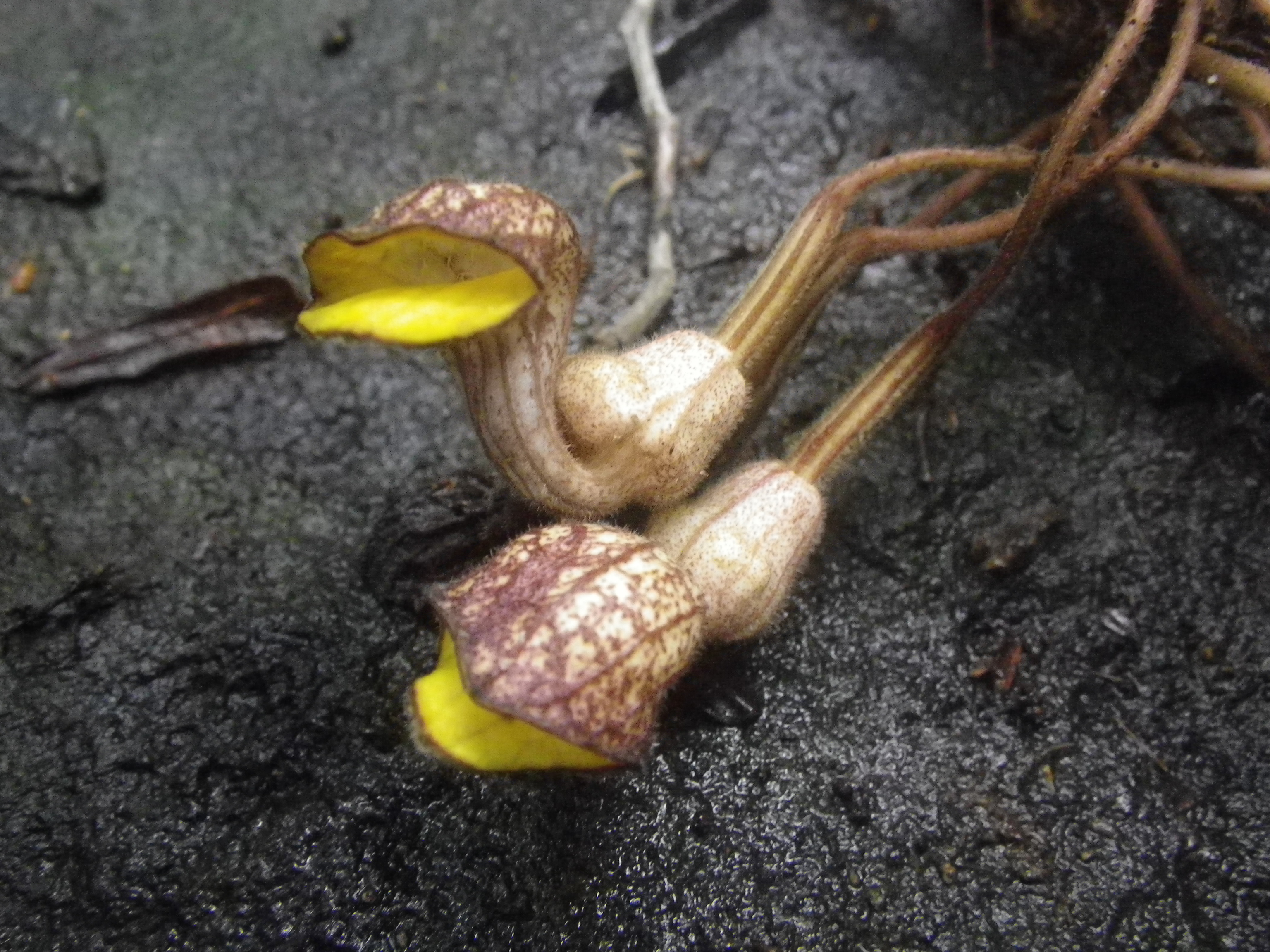
Aristolochia enricoi
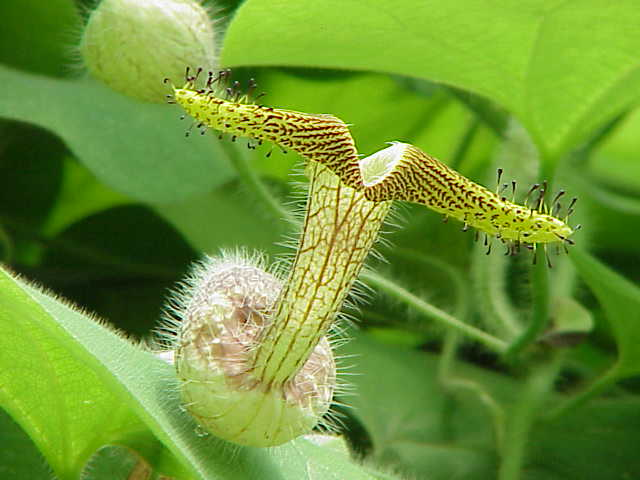
Aristolochia eriantha
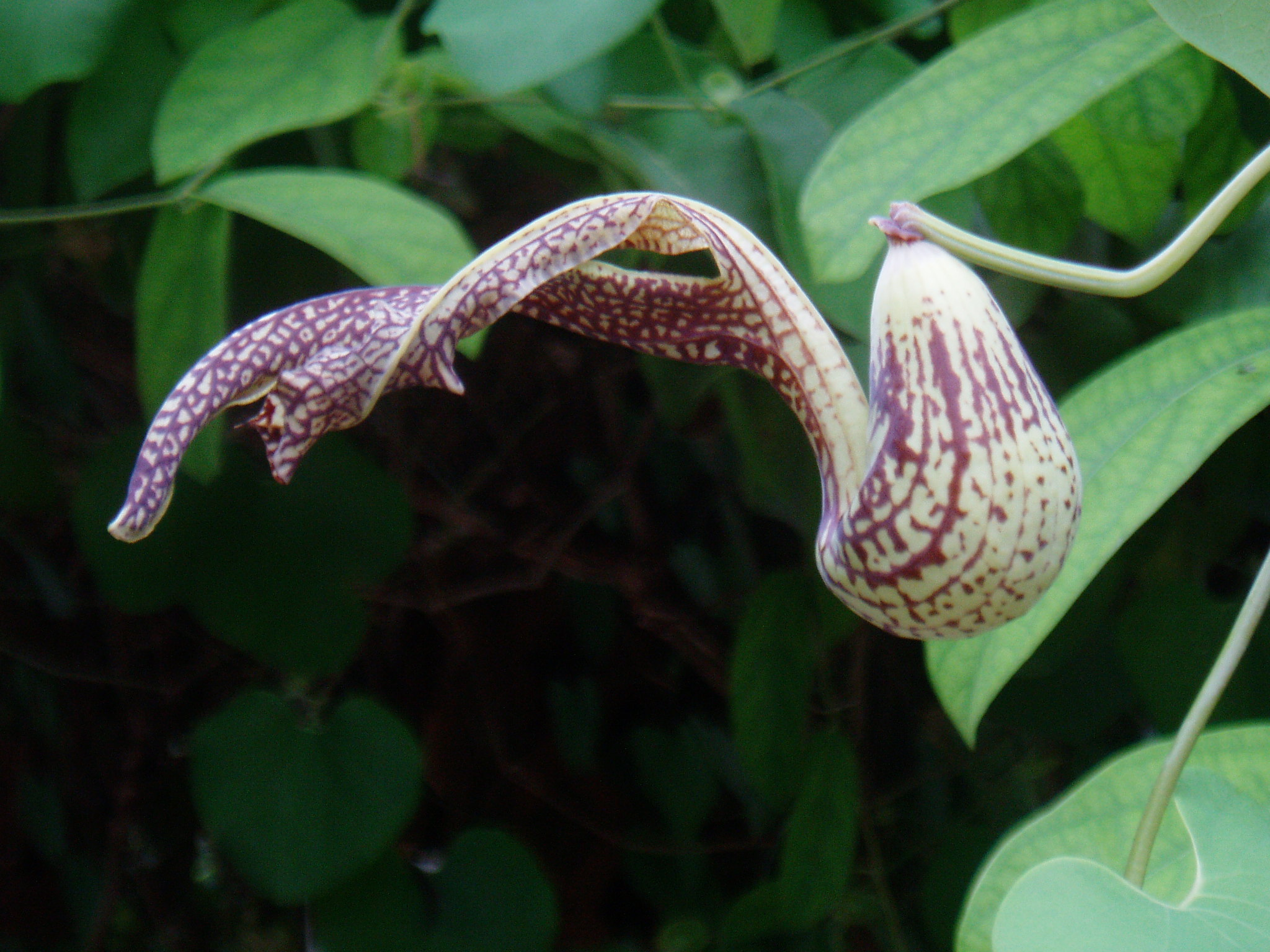
Aristolochia gibertii
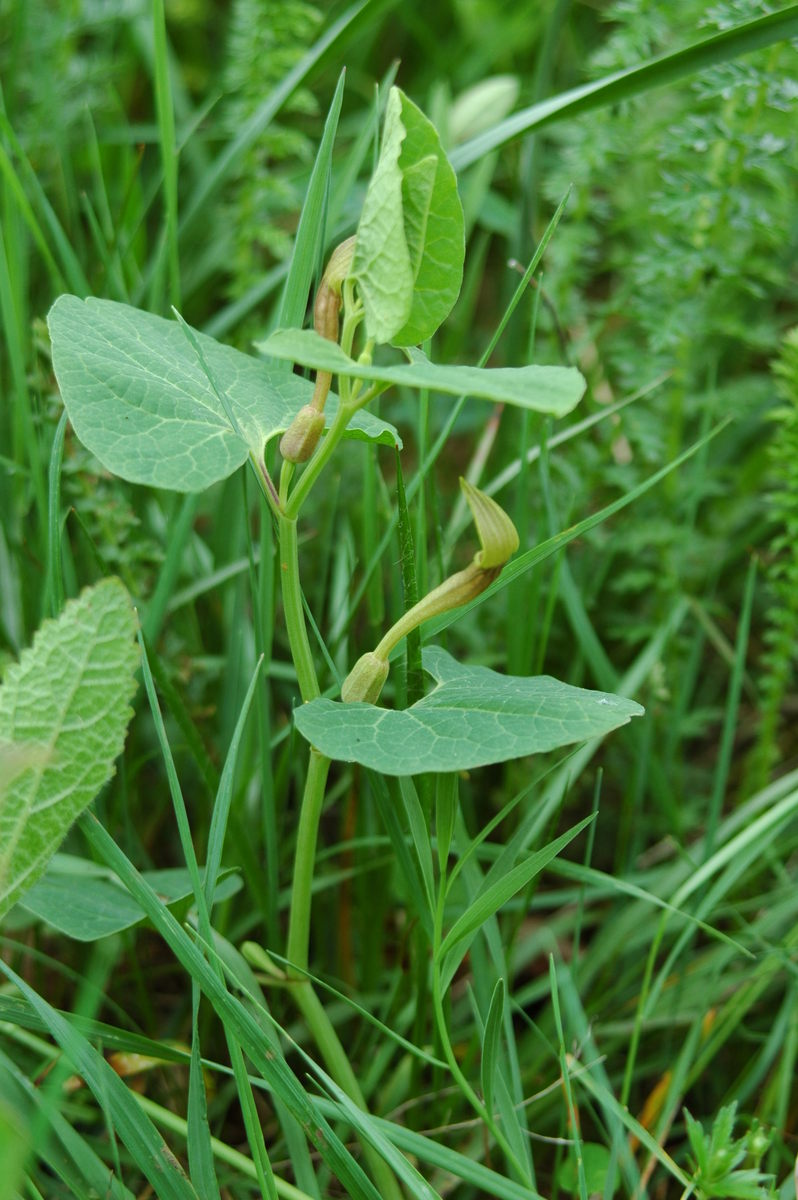
Aristolochia lutea
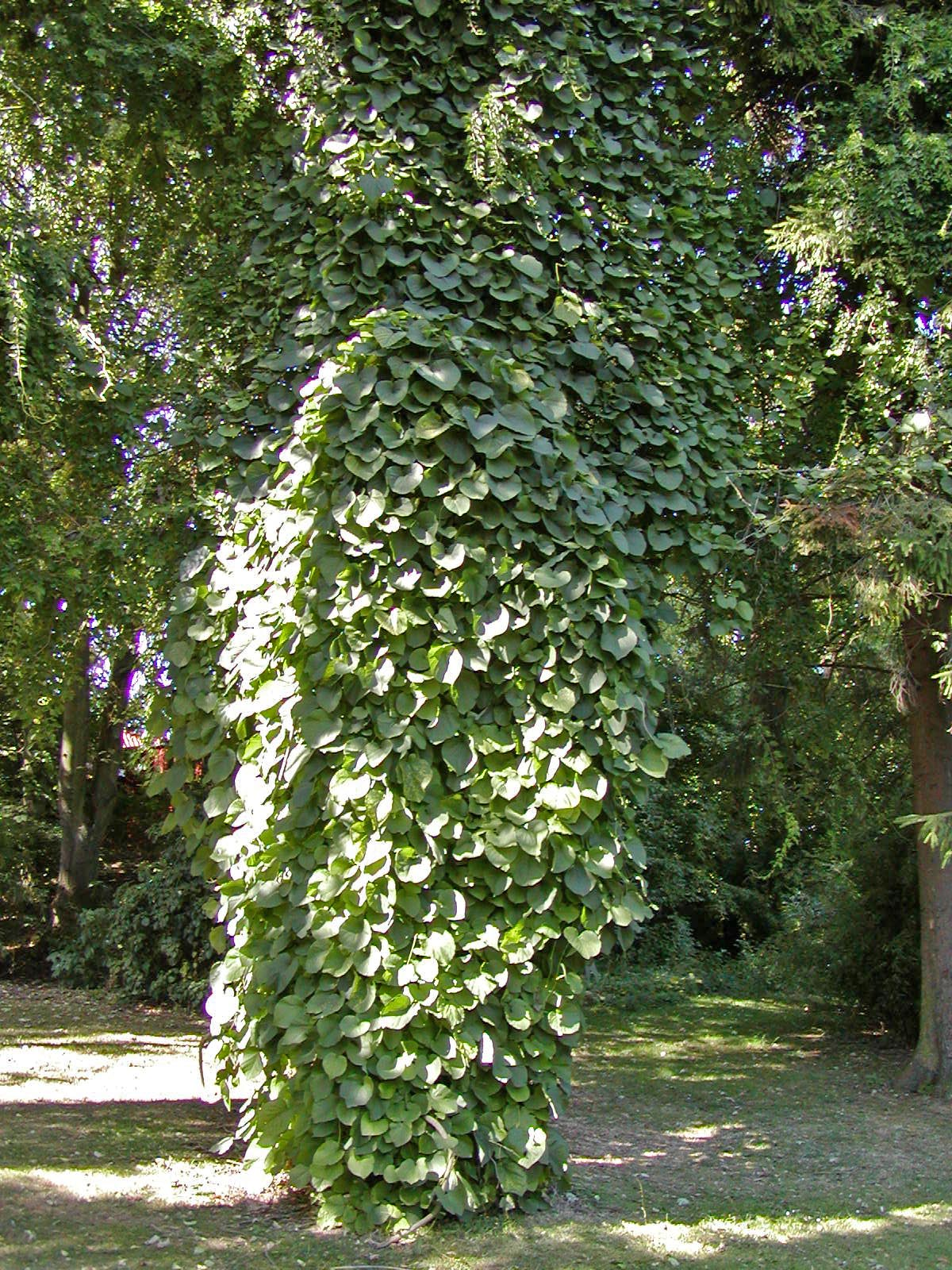
Aristolochia macrophylla
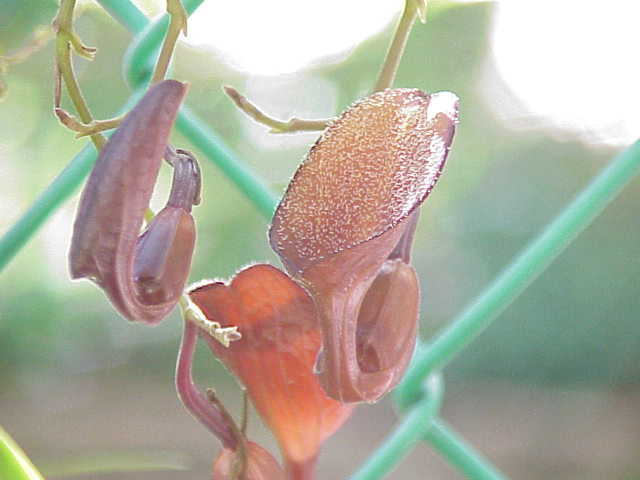
Aristolochia maxima
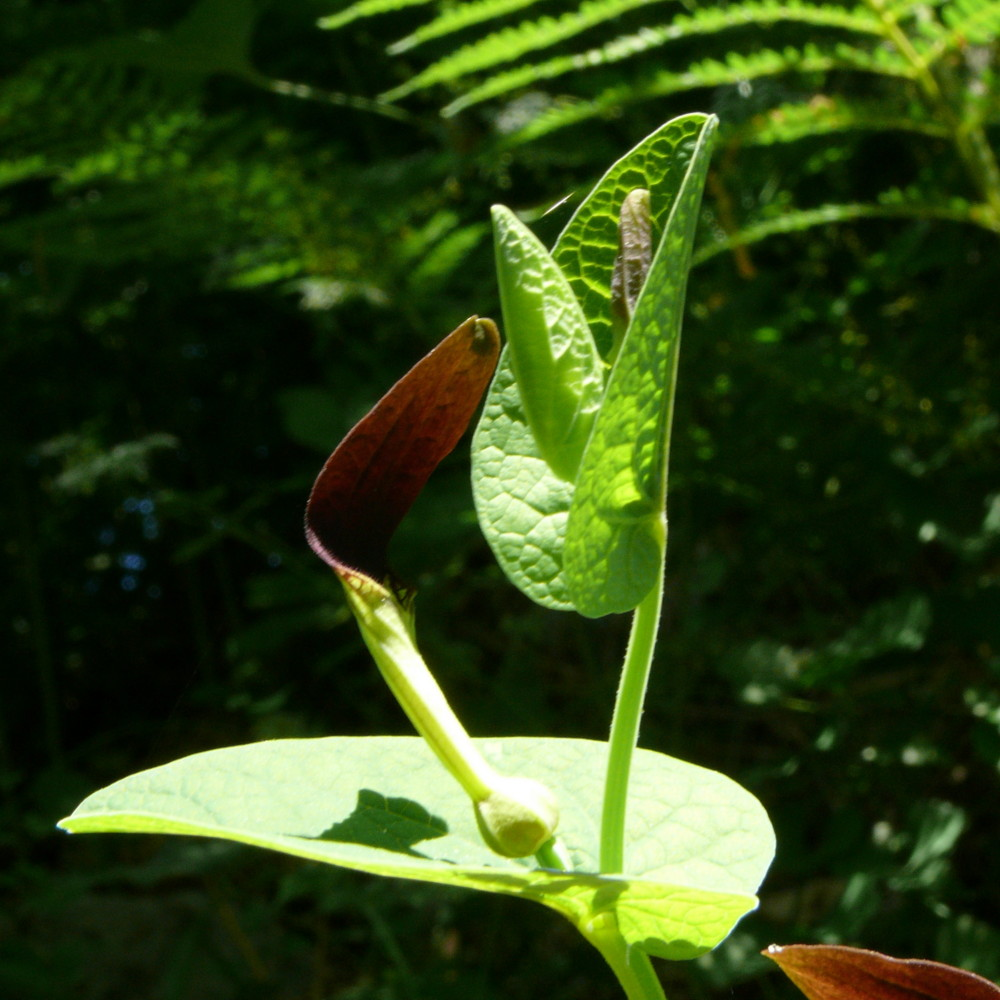
Aristolochia rotunda
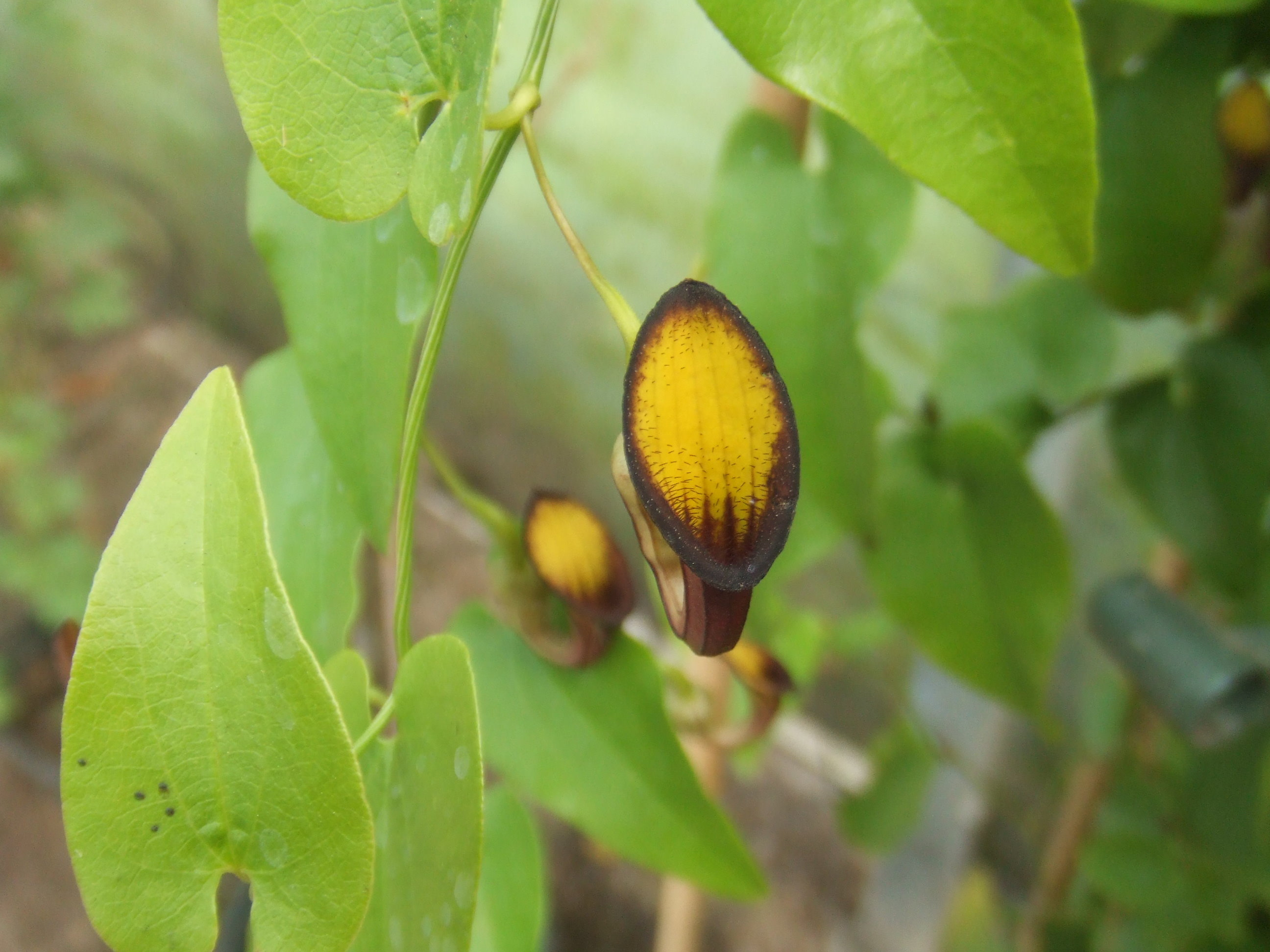
Aristolochia sempervirens
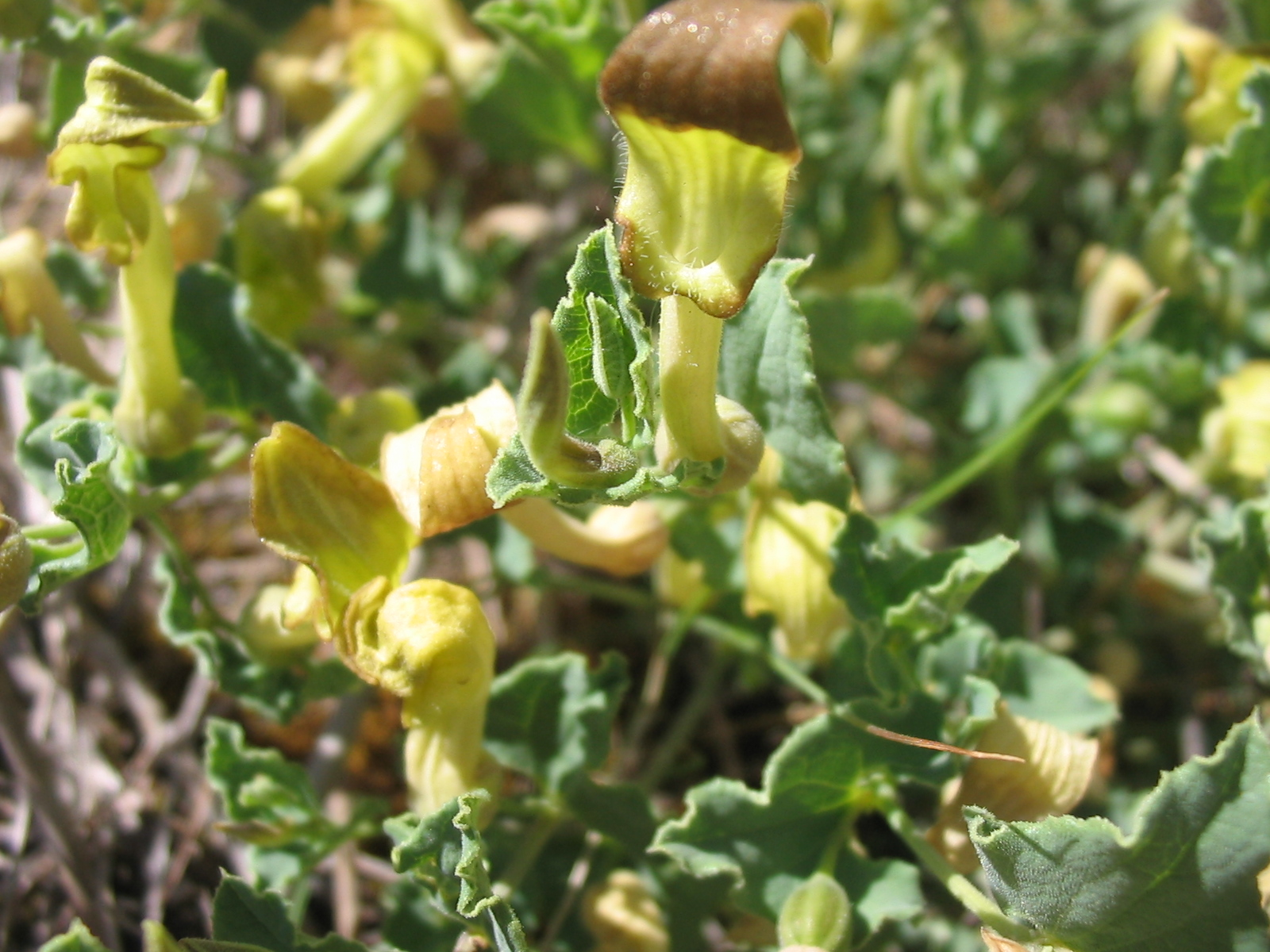
Aristolochia pistolochia
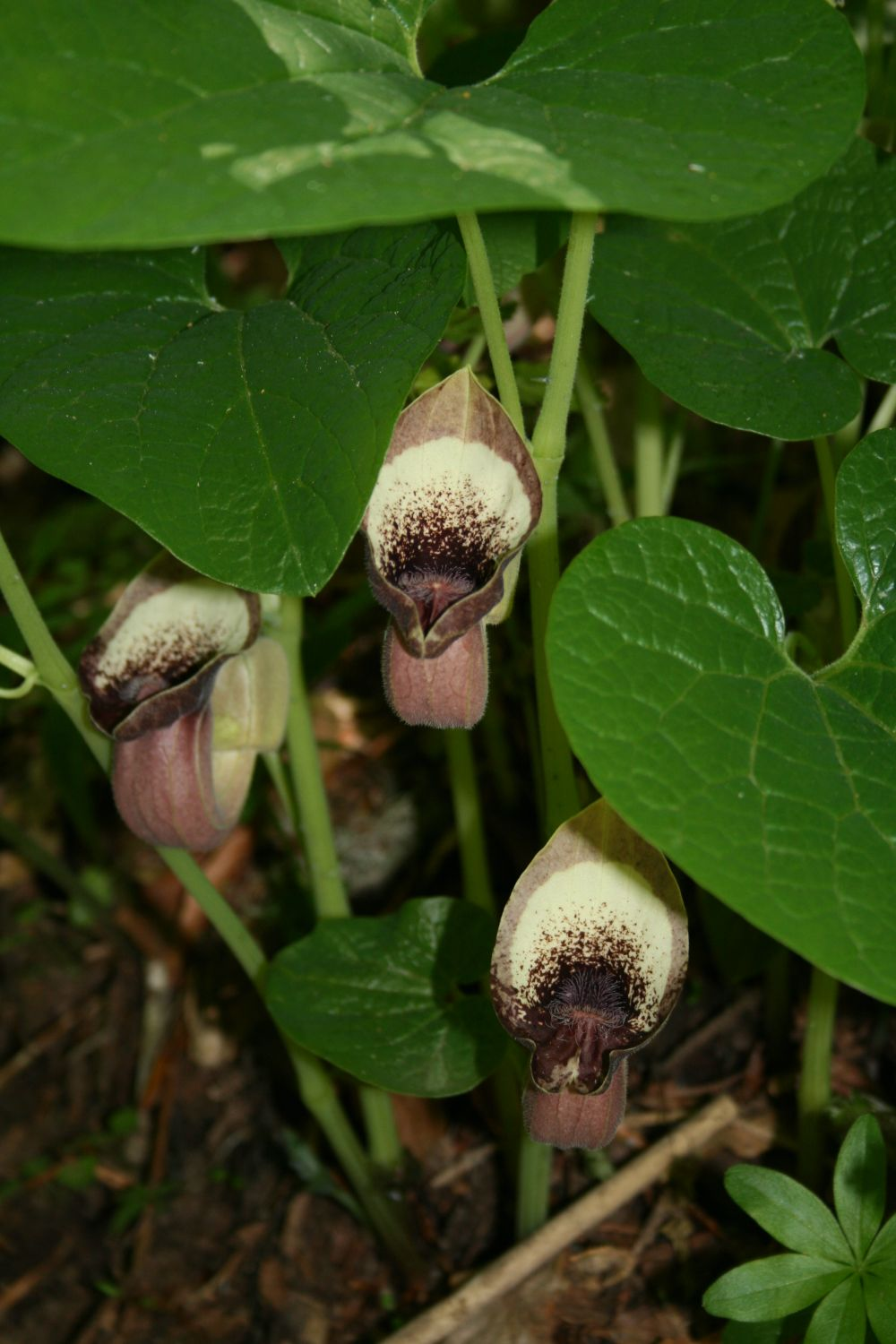
Aristolochia pontica
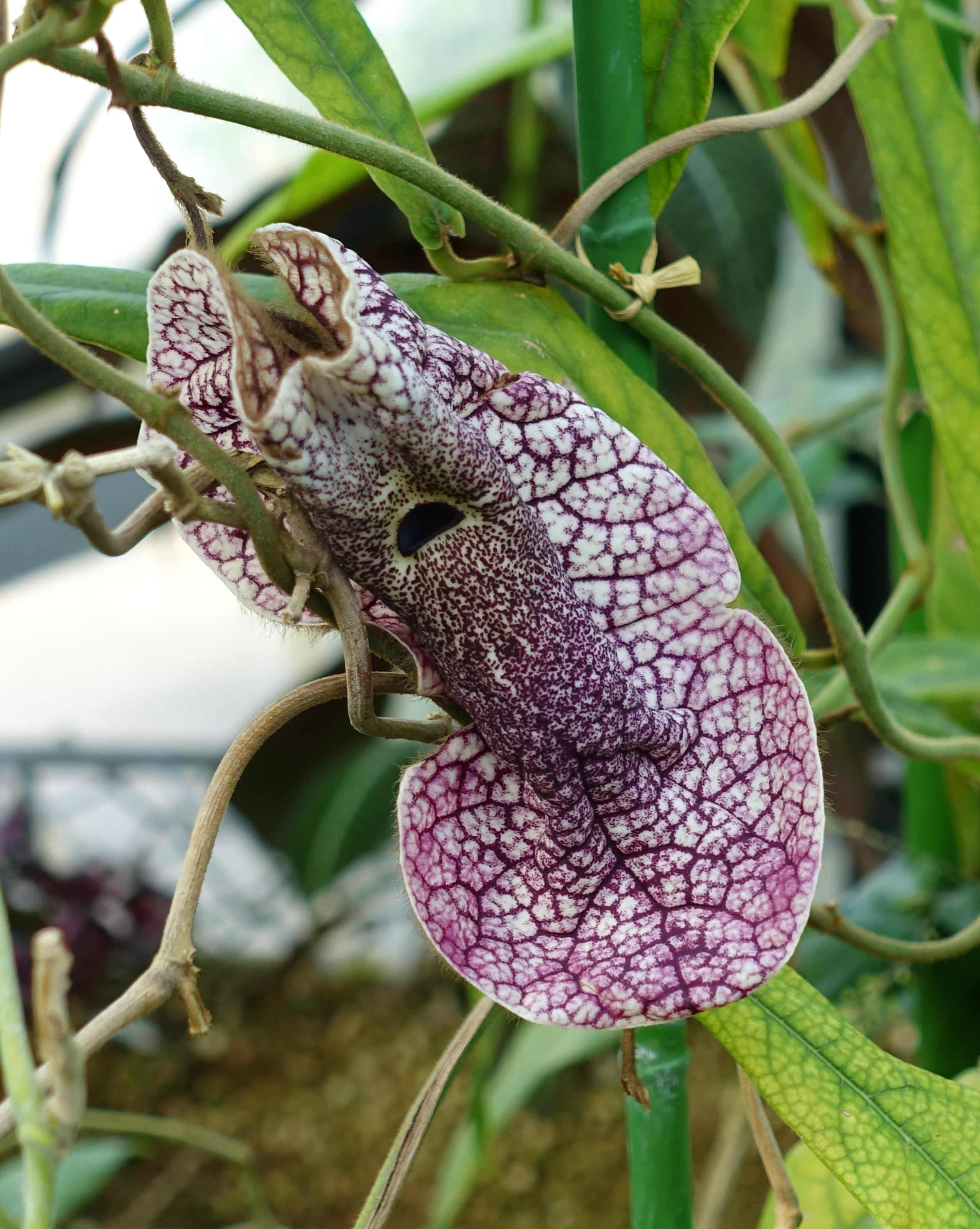
Aristolochia westlandii